# ريتشارد فيليب
ريتشارد فيليب (بالفرنسية: Richard Philippe)‏ هو سائق سيارة سباق فرنسي، ولد في 10 يناير 1990 في فالانس في فرنسا، وتوفي في 22 نوفمبر 2018 في جمهورية الدومينيكان.

## روابط خارجية
- ريتشارد فيليب على موقع DriverDB.com (الإنجليزية)